# Raspailia wilkinsoni
Raspailia wilkinsoni är en svampdjursart som beskrevs av Hooper 1991. Raspailia wilkinsoni ingår i släktet Raspailia och familjen Raspailiidae.
Artens utbredningsområde är havet kring Australien. Inga underarter finns listade i Catalogue of Life.